# Brot-Plamboz
Brot-Plamboz är en kommun i kantonen Neuchâtel, Schweiz. Kommunen har 294 invånare (2023).
Kommunen består av byarna Brot-Dessus och Plamboz.